# Liptena ideoides
Liptena ideoides är en fjärilsart som beskrevs av Herman Dewitz 1886. Liptena ideoides ingår i släktet Liptena och familjen juvelvingar. Inga underarter finns listade i Catalogue of Life.